# NGC 7775
NGC 7775 é uma galáxia espiral barrada (SBc) localizada na direcção da constelação de Pegasus. Possui uma declinação de +28° 46' 21" e uma ascensão recta de 23 horas, 52 minutos e 24,4 segundos.
A galáxia NGC 7775 foi descoberta em 6 de Outubro de 1883 por Édouard Jean-Marie Stephan.